# Paratus perus
Espèce
Paratus perus est une espèce d'araignées aranéomorphes de la famille des Liocranidae.

## Distribution
Cette espèce est endémique du Kerala en Inde,.

## Description
Le mâle holotype mesure 2,82 mm et la femelle paratype 2,68 mm, les mâles mesurent de 2,82 à 3,26 mm et les femelles de 2,57 à 3,14 mm.

## Publication originale
- Sankaran, Malamel, Joseph & Sebastian, 2017 : A new species of Paratus Simon, 1898 (Araneae: Liocranidae, Paratinae) from India. Zootaxa, no 4286(1), p. 139-144.